# 哥德堡大学
哥德堡大学（縮寫：GU），是瑞典哥德堡的一所综合性大學。拥有在斯堪的纳维亚地区最多学生，在读学生5万人以上，是斯堪的纳维亚具規模的大学。哥德堡大学也是瑞典大学里开设多元专业科系的大学一共有8个学院57个学科，8各学院分别是：创新艺术、社会科学、自然科学、人文、教育、信息技术、商业经济与法律以及健康科学。

## 历史
哥德堡大学的前身是成立于1891年的哥德堡大学学院（瑞典語：Göteborg Högskolan)。1902年，哥德堡大學學院核發第一張博士學位；1904年，該校開始擴充人文領域學門的設置，包括英語系的開設與文學院的設置（由原先的日耳曼語文學院分出）；古典語言學院也在同一年開始運作（古希臘語與拉丁語分開）。
1907年瑞典政府授予哥德堡大学学院与乌普萨拉大学和隆德大学一样的地位。之后，哥德堡大学学院合并了一系列独立的学术机构。1923年，哥德堡商學院成立；1949年哥德堡醫藥學院成立並開始運作招生。隨著高等教育在戰後的普及化，1950與1960年代堪稱為哥德堡大學的擴張期；學生總數由1940年代末期的500餘人大幅增加到1960年代末期的21000餘人。1954年与哥德堡医药学院完成合并后，被瑞典政府正式授予大学资格，成为瑞典仅次于烏普薩拉大學和隆德大學的第三古老的大学。
1964年，哥德堡大學的哲學院重新劃分為數個不同的學院，包括自然科學院、社會科學院等。1971年，哥德堡大學整併哥德堡商學院，商學院從此納入哥德堡大學社會科學院管轄。1977年，為因應瑞典高等教育改革，哥德堡大學再整併十餘個早先屬於獨立體系的教育機構，當中包括音樂師範學院、音樂學院、傳播媒體學院、藝術產業學校等，向具有多元領域學門的綜合研究型大學目標邁進。
2001年與同样位于哥德堡的查爾摩斯工學院合办IT大學。2005年原先独立的哥德堡商业经济与法律学院（Gothenburg School of Economics and Commercial Law）成为哥德堡大学的一部分。薩爾格林斯卡醫院（Sahlgrenska University Hospital）与哥德堡大学合作成为它的教学医院。

## 學生團體
哥德堡大學學生自治會（Göteborgs universitets studentkårer, GUS）統籌並規畫校內學生聯誼與社團活動。截至2010年1月，全校共有下列四個主要學生自治組織:藝術學院學生自治會（KK）、薩爾格林斯卡學院學生自治會（SAKS）、哥德堡商學院學生自治會（HHGS）及約塔學生自治會（Göta）。這四個自治組織均受GUS之管轄與指導。
GUS除了主導哥德堡大學學生自治事務之外，同時還負責校內教學的監督事務。GUS指導委員會由各所屬學生自治會推派之代表組成，採比例代表制分配人數。在GUS的框架下，尚設有博士生委員會，專門為在哥德堡大學攻讀博士學位之研究生提供概略性諮詢服務。
在1990年代早期，由於GUS之下管轄了數量不小的學生自治組織，該會在選舉指導委員會代表時遭遇若干問題；部分熱中學生自治事務的學生因而藉由聚餐等方式維持並強化各個自治組織的聯繫。2000年，當年的哥德堡大學學生委員會（Studentkommitten vid Göteborgs universitet）正式改名為今日之GUS。隨著2010年7月1日適用於瑞典大學生的社團參與義務（kårobligatoriet）廢除，GUS進行了大規模改組，將早先下置的10個自治組織整併為4個。其中，哥特堡大學哲學院學生會、教育學院學生會與賀爾加學生會併入約塔學生自治會；公共衛生學院學生會，哥特堡醫學社團與牙醫學院學生會併入薩爾格林斯卡學院學生自治會；設計學院學生會與瓦朗藝術學院學生會整併入藝術學院學生會。哥德堡商學院學生自治會為整併中唯一維持原貌的自治組織。

## 世界排名
哥德堡大學在2025年泰晤士高等教育世界大學排名中為列第201-250。

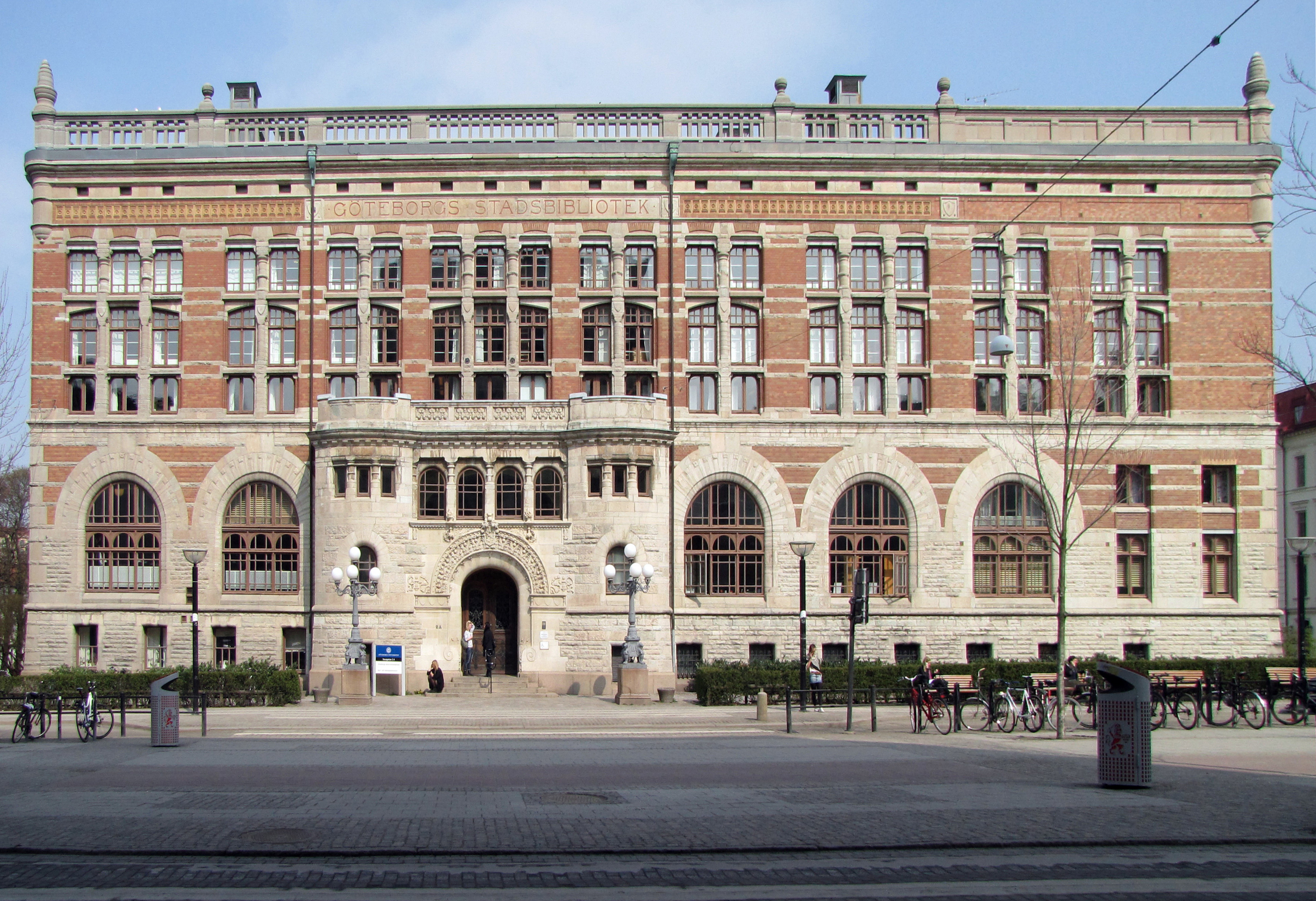
大學圖書館

## 外部鍵接
- 哥德堡大學網站（页面存档备份，存于）
- GUS網站（页面存档备份，存于）